# David M. Alexander

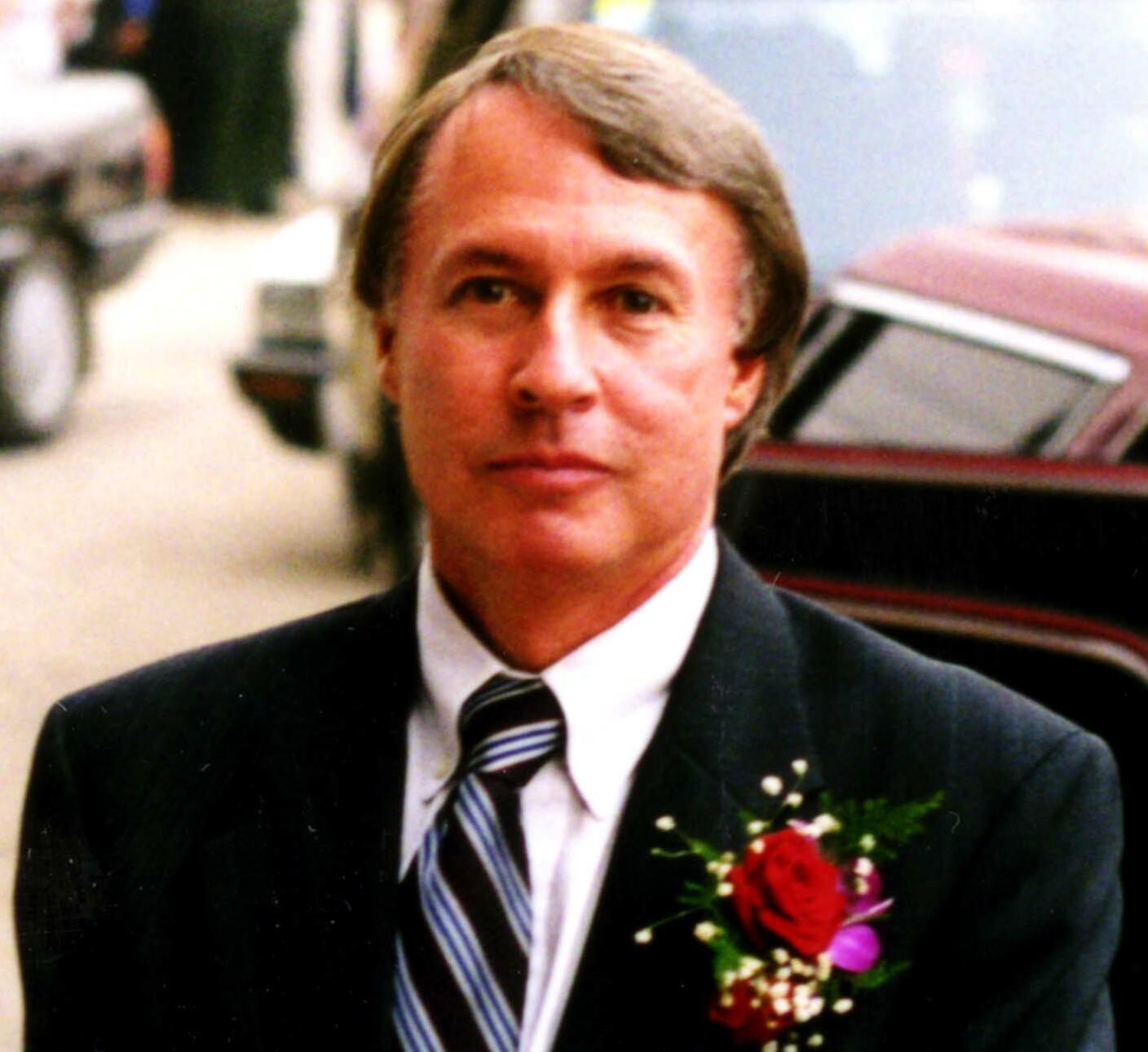
Dave Alexander, etwa 1980

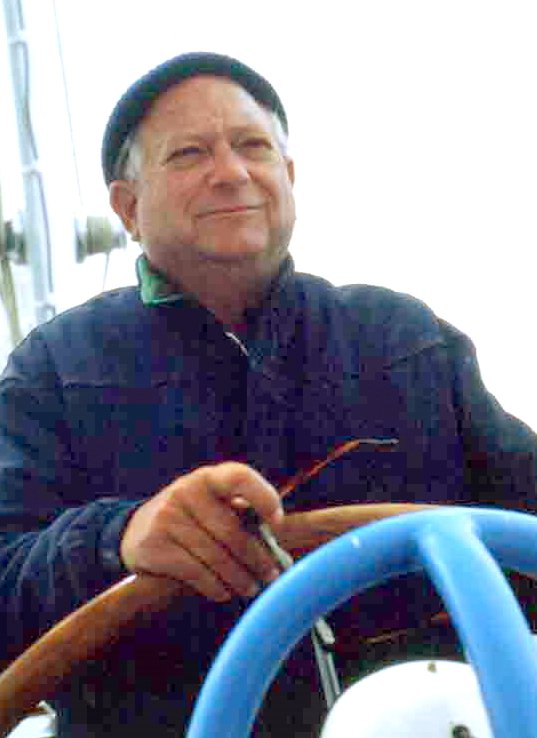
Foto von Jack Vance von David Alexander, frühe 1980er

David Michael Alexander (* 21. August 1945 in Rochester, New York) ist ein amerikanischer Autor von Science-Fiction und Krimis.

## Biografie
Alexander schloss sein Studium 1967 an der Stanford University mit dem Hauptfach Geschichte und seinem Nebenfach Wirtschaftswissenschaften ab. Im Anschluss erhielt er 1970 seinen Doktortitel in Rechtswissenschaften an der UC Berkeley School of Law als einer der Besten seines Jahrgangs. 1971 wurde er in Kalifornien als Rechtsanwalt zugelassen. 1977 wurde er vom Chief Justice of the United States Warren E. Burger vereidigt und erhielt damit die Zulassung, Fälle vor dem Obersten Gerichtshof zu vertreten.
Er ist Mitglied der Science Fiction and Fantasy Writers of America. Als langjähriger Freund des bekannten Science-Fiction- und Fantasy-Schriftstellers Jack Vance hat er in Vance The Face einen nach ihm benannten Planeten bekommen und in Night Lamp einen nach ihm benannten berühmten Gesetzgeber. Er lebt in Palo Alto, Kalifornien.
Unter seinem eigenen Namen veröffentlichte Romane sind The Chocolate Spy, Fane und My Real Name Is Lisa. Ab 2003 veröffentlichte er unter dem Pseudonym David Grace, um Verwechslungen mit anderen gleichnamigen Autoren zu vermeiden. In diesem Jahr veröffentlichte Wildside Press The Eyes Of The Blind unter dem Namen David Grace. Alle nachfolgenden Werke, sowohl Romane als auch Geschichten in Magazinen, wurden als David Grace veröffentlicht. Er hat Geschichten für führende Magazine geschrieben. Science-Fiction für Astounding sowohl alleine, als auch in Zusammenarbeit mit Hayford Peirce. Mit Dan Wright und Sam Egan schrieb er die Episode Flug in die Vergangenheit der Fernsehserie Outer Limits – Die unbekannte Dimension mit Cliff Robertson in der Hauptrolle, die im Jahr 2000 erstmals ausgestrahlt wurde.
Die Filmrechte für einen zweistündigen Fernsehfilm zu My Real Name Is Lisa wurden angeblich für einen beträchtlichen Geldbetrag erstanden. Allerdings ist dies nie belegt worden, und aufgrund von Besetzungsproblemen wurde das Projekt eingestellt. Es wurde später nie verfilmt.

## Bibliografie
Harry Dondero (Kurzgeschichten)
- 1 Tramp (in: Analog Science Fiction and Fact, March 1998)
- 2 Emerald Eyes (2016, in: Twenty Sci Fi Stories; mit Hayford Peirce als David Grace)
- 3 The Human Dress (in: Analog Science Fiction and Fact, March 2003)

Isaiah Howe (Kurzgeschichten, mit Hayford Peirce)
- Finder’s Fee (in: Analog Science Fiction and Fact, April 1997)
- Elephants’ Graveyard (in: Analog Science Fiction and Fact, March 1999; auch: Elephant’s Graveyard, 2016)

Romane
als David Alexander:
- The Chocolate Spy (1978)
- Fane (1981; auch als David Grace: The Accidental Magician, 2010)
  - Deutsch: Fane. Deutsche Erstausgabe. Droemer Knaur (Knaur Science Fiction & Fantasy #5774), 1984, ISBN 978-3-426-05774-2.
- Fever Dreams (2011; als David Grace)
- My Real Name Is Lisa (1996; auch als: Stolen Angel, 2009)

als David Grace:
- The Eyes Of The Blind (2003; auch als True Faith, 2009)
- Etched In Bone (2009)
- Wildside Press (2011)
- Doll's Eyes (2009)
- Wildside Press (2011)
- The Forbidden List (2009)
- Wildside Press (2011)
- A Death In Beverly Hills (2009)
- Wildside Press (2010)
- Easy Target (2009)
- Wildside Press (2011)
- Fever Dreams (2009)
- Wildside Press (2011)
- The Traitor's Mistress (2009)
- Wildside Press (2011)
- Daniel (2011)
- Shooting Crows At Dawn (2011)

Sammlungen
- Elephant’s Graveyard and Other Science Fiction Stories (2009, mit Hayford Peirce)
- Twenty Sci Fi Stories (2016, mit Hayford Peirce als David Grace); darin erstmals erschienen:
  - At the Sound of the Beep
  - Bug Rules
  - Chain Gang
  - Chronotron
  - Dream War
  - Enough Is Too Much
  - Exile
  - Let the Robot Do It
  - Shirastra
  - Spotter
  - Stuck
  - The Burglary in the Basement of God
  - The Heart Is the Hunter

Kurzgeschichten
- Best of Breed (in: Analog Science Fiction and Fact, Mid-December 1994, mit Hayford Peirce)
- Felony Stupid (in: Analog Science Fiction and Fact, June 1997)
- Uneasy Glistening (1997, in: The Edge, Vol. 2, #6, December 1997-January 1998)
- Shrink Wrapped (in: Analog Science Fiction and Fact, April 1998)
- Larval Tuesday (in: Redsine, July 2002)
- The Thirteenth Floor (in: Thirteen Stories #2, October 2002)
- Forever Mommy (in: Analog Science Fiction and Fact, September 2008; als David Grace)
- In the Cracks of Time (2013, als David Grace in: John Gregory Betancourt (Hrsg.): The Time Travel Megapack: 26 Modern and Classic Science Fiction Stories)

Sachliteratur
- The Authorized Biography of Gene Roddenberry (1994; mit David M. Alexander)
  - Deutsch: Gene Roddenberry. Übersetzt von Ralph Sander. Heyne SF & F #5544, 1997, ISBN 978-3-453-12794-4.